# Goniocarsia electrica
Goniocarsia electrica là một loài bướm đêm trong họ Erebidae.